# Caring Farmers
Caring Farmers is een burgerinitiatief en Nederlandse stichting die zich inzet voor een versnelde transitie naar een natuurinclusieve en dierwaardige kringlooplandbouw. De organisatie streeft naar een landbouwsysteem waarin biodiversiteit jaarlijks toeneemt, alle dieren toegang hebben tot buitenruimtes en de verbinding tussen boer en consument wordt versterkt.
Caring Farmers is onderdeel van de Caring Movement waarin ook Caring Vets, Caring Doctors, Caring Dietitians en Caring Teachers zich hebben verenigd.

## Geschiedenis
Op 18 februari 2019 ontmoette een klankbordgroep van 15 boeren Carola Schouten de toenmalige minister van Landbouw, Natuur en Voedselkwaliteit in Het Pomphuis in Ede om haar te vertellen hoe Nederlandse boeren circulair kunnen werken. In navolging hiervan wordt op 21 juli 2020 de Stichting Caring Farmers opgericht door Ruud Zanders, Annette Harberink en Geert van der Veer. De stichting heeft als doelstelling om de landbouw sneller te verduurzamen en streeft ernaar om in 2030 de kringlopen te sluiten en de landbouw natuurinclusief te maken.
In juli 2022 presenteerde Caring Farmers,  samen met andere boerenorganisaties, een ‘GroenBoerenPlan’ aan minister voor Natuur en Stikstof Christianne van der Wal.

## Deelnemers
Caring Farmers heeft 400 aangesloten boeren, variërend van veehouders tot pluktuinen. Deze boeren delen de zorg voor klimaat, dierwaardigheid en biodiversiteit en streven naar een versnelde transitie naar duurzame landbouw. Daarnaast zijn er 5.000 consumenten, 120 ketenpartners en 100 wetenschappers en NGO's aangesloten bij de organisatie.

## Erkenning
In oktober 2022 behaalde het burgerinitiatief Caring Farmers de eerste plaats in de Duurzame 100 van dagblad Trouw. De jury prees de organisatie omdat "zij niet afwachten tot de overheid maatregelen neemt om het milieu te beschermen".

## Debat
Binnen de agrarische sector zijn er grote verschillen in opvattingen over hoe de sector zich moet voorbereiden op de toekomst. In een interview tussen Hans Van den Heuvel, directeur van LTO Nederland en Ruud Zanders van Caring Farmers worden deze verschillen duidelijk in een discussie met ecologische, economische en sociaal-culturele argumenten.
Ook de opvolgende ministers van Landbouw, Natuur en Voedselkwaliteit hebben  een verschillende houding ten opzichte van de Caring Farmers. Waar Carola Schouten deze boeren uitnodigde als klankbordgroep om ideeën aan te dragen, twitterde minister Femke Wiersma in 2022 "'Caring' om alles, behalve (echte) Farmers" en "nepperds die – over de rug van echte collega's – doen alsof ze het beter kunnen". Ze wilde deze woorden op verzoek van PvdD, D66 en Volt niet terugnemen toen zij minister werd, al stelden deze partijen dat een minister er zou moeten zijn voor álle boeren.
Landbouweconoom Max van der Sleen stelt dat de veehouderij de slechtst presterende en meest vervuilende sector is in Nederland, omdat op een omzet van 15 miljard per jaar de milieukosten 8,3 miljard bedragen. In opdracht van MOB maakte de econoom in 2020 een 'maatschappelijke kosten en baten analyse' van het invoeren van een dierwaardige veehouderij. Uitgaande van een krimp van 55 procent voor de melkveehouderij en 75 procent voor de intensieve veehouderij zou de Nederlandse samenleving er in zijn berekening jaarlijks 2 miljard op vooruit gaan.

## Projecten
Enkele projecten van Caring Farmers zijn:
Meer Bomen NuEen initiatief dat al 2,5 miljoen boompjes heeft verplant sinds 2020. Het project richt zich op het verplaatsen van kansarme zaailingen naar nieuwe locaties om zo bij te dragen aan biodiversiteit en {\displaystyle {\ce {CO2}}}-opslag.
Kalfjes bij de KoeEen project dat zich inzet voor het bij elkaar houden van kalveren en koeien in de melkveehouderij, met als doel het natuurlijke gedrag van dieren te respecteren en het dierenwelzijn te verbeteren.
GoedGehoudenEen platform gelanceerd in december 2024 dat consumenten de mogelijkheid biedt om boeren te vinden die hun dieren op een dierwaardige manier houden. Het initiatief streeft naar een dierwaardige veehouderij in 2040.